# Шарлот (музыкант)
Эдуа́рд Вале́рьевич Шарло́т (род. 7 февраля 1998, Самара), более известный мононимно как Шарло́т, — российский певец, автор песен, композитор, музыкант и актёр. Первую известность получил благодаря каверам на песни группы «Пошлая Молли»; затем — после участия в проекте «Песни» на «ТНТ» (в финал телешоу не прошёл). Позже популярность получила песня «Щека на щеку», с которой артист выступал на телешоу «Вечерний Ургант»; также широко распространилась песня-джингл, написанная Шарлотом для рекламы «Мегафона». В марте 2020 года был выпущен совместный сингл с Моргенштерном под названием «Малышка».

## Биография

### Ранние годы
Эдуард Валерьевич Шарлот родился 7 февраля 1998 года в Самаре. Рос в неполной семье вместе с братом-близнецом Виталием. Родители развелись, когда мальчику исполнилось пять лет, и все заботы по воспитанию взял на себя отец Валерий Владимирович. В детстве, по настоянию отца, Шарлот поступил в музыкальную школу, где быстро освоил сольфеджио и игру на различных музыкальных инструментах.
В подростковом возрасте начал писать собственную музыку, играл на клавишных в группе «Капитан Коркин». В 2015 году совместно со школьными друзьями основал собственную группу The Way of Pioneers. Коллектив играл преимущественно рок-музыку и просуществовал несколько лет. В 16 лет создал свой первый канал на YouTube и начал выкладывать каверы на песни The Beatles (любимая группа Шарлота), Three Days Grace, Muse, Green Day и других, а также выступления собственной группы The Way of Pioneers.

### Начало карьеры и первая популярность
Первым шагом на пути к широкой известности стали каверы, написанные Шарлотом на песни группы «Пошлая Молли». Эти работы по достоинству оценил фронтмен объединения Кирилл Бледный, выложив их у себя на странице. Таким образом, Шарлот получил первую известность.
Начиная с 2017 года, Шарлот сотрудничал с лейблом «Джем». В это время вышли его первые студийные мини-альбомы «Это наш мир» и «Ах, я счастлив», а также клип на песню «Нити дев».
В 2019 году вышел мини-альбом Шарлота «Буду спать или нет?», записанный на лейбле Sony Music Russia. В этом же году Шарлот стал участником второго сезона телевизионного шоу «Песни на ТНТ», где, однако, не прошёл в финал, уступив другим претендентам. Как ни странно, с этого момента популярность музыканта резко пошла в гору. 6 сентября 2019 года Шарлот выпускает первый полноценный студийный альбом «Навечно молодой» совместно с Sony Music Russia. После выхода пластинки Шарлот опубликовал синглы «В кровать тебя хочу» и «Зимняя метель», а также клипы к этим песням.
В 2019 году окончил Самарский государственный институт культуры.
2 октября 2019 года выступил в телевизионном шоу «Вечерний Ургант» с песней «Щека на щеку», где Иван Ургант анонсировал тур исполнителя по городам России. В этом же месяце состоялся первый сольный концерт музыканта в московском клубе «16 тонн».
В конце 2019 года совместно с Тосей Чайкиной выпустил песню «Я буду тебя греть», вошедшую в альбом исполнительницы «Сделано в айфон».
В январе 2020 года вышла реклама «Мегафон» с участием Шарлота, что принесло музыканту ещё большую известность.
8 марта 2020 года вышел музыкальный клип к синглу «Малышка», написанному в сотрудничестве с Моргенштерном.
1 июня 2020 года вышел новый альбом Шарлота «Рождённый в аду», записанный на лейбле Sony Music Russia. Релизу пластинки предшествовала ссора исполнителя с лейблом, однако конфликт был успешно разрешён. Несмотря на это, исполнитель заявил, что намерен продолжить творческий путь вне лейбла.

### С 2022 года
В январе 2022 года инсценировал свою смерть, выложив на свои странички в социальных сетях указанные на чёрном фоне дату рождения и аббревиатуру «R.I.P.». В том же году снялся в телесериале «1703».
12 января 2023 года во второй раз инсценировал свою смерть, назвав датой похорон 7 февраля. В назначенный день опубликовал новый музыкальный материал.
9 апреля 2023 года вышел новый альбом «МифФантазия».

## Преследование в России
После российского вторжения на Украину на Шарлота неоднократно писали доносы «патриотические» общественные объединения, в том числе «Зов народа» и «Сорок сороков». Екатерина Мизулина обращалась в СК и МВД с доносом на Шарлота.
26 июня 2023 года опубликовал видео, на котором сжёг свой паспорт гражданина РФ, заявив, что выступает против российской агрессии, хочет попасть в Киев, чтобы «поддерживать людей выступлениями, концертами, различной помощью», и не считает себя гражданином России. В других опубликованных видео Шарлот разрывал символ российского вторжения на Украину в цветах георгиевской ленты, прибивал свой военный билет вместе с фото патриарха Кирилла к распятию, исполнял песню «Мизулина — зрелая козулина».
22 ноября 2023 года певец прилетел в Санкт-Петербург из Еревана и был задержан полицией в аэропорту Пулково. Шарлоту оформили административные протоколы по статьям об умышленной порче удостоверения личности и о «дискредитации» российской армии, предусматривающим наказание в виде штрафа от 300 рублей и до 50 000 рублей соответственно, а также протокол по статье о мелком хулиганстве, предусматривающей наказание в виде ареста на срок до 15 суток. Шарлот извинился за содеянное и пообещал, что «больше так не будет». В тот же день Ленинский районный суд Санкт-Петербурга по делу о мелком хулиганстве назначил признавшему свою вину Шарлоту наказание в виде административного ареста сроком на 13 суток.
24 ноября 2023 года было сообщено, что Следственным управлением Следственного комитета России по Самарской области в отношении Шарлота были возбуждены два уголовных дела по статьям о «реабилитации нацизма» и «оскорблении чувств верующих». 14 декабря 2023 года заведено уголовное дело за уничтожение паспорта (ч. 1 ст. 325 УК РФ).
2 декабря 2023 года Кировский районный суд Самары избрал Шарлоту меру пресечения в виде заключения под стражу сроком на один месяц двадцать пять суток (до 24 января 2024 года включительно).
В начале января 2024 Шарлот написал письмо патриарху Кириллу с извинениями и раскаянием в содеянном. 23 января года суд в Самаре принял постановление о продлении срока содержания Шарлота под стражей до 24 марта 2024 года. 16 апреля 2024 года Самарский областной суд, рассмотрев апелляционную жалобу защитников Шарлота, оставил постановление о продлении срока содержания под стражей в силе. Ранее суд продлил содержание Шарлота под стражей до 23 апреля 2024 года. 23 апреля 2024 года Кировский районный суд Самары продлил Шарлоту срок содержания под стражей до 29 мая 2024 года. 29 мая 2024 года Кировский районный суд Самары принял решение продлить срок заключения под стражей Шарлоту до 24 июля 2024 года.
В начале марта 2024 года «Мемориал» признал Шарлота политзаключённым: «Уголовное преследование Шарлота нарушает его права на свободу слова и справедливый суд. Мы требуем немедленного освобождения Эдуарда Шарлота и прекращения его уголовного преследования».
29 мая 2024 года в отношении Эдуарда Шарлота возбудили ещё одно уголовное дело по статье об «Унижении достоинства человека по признакам национальности с угрозой применения насилия с использованием сети Интернет».
25 июня 2024 года на странице Шарлота в Instagram был анонсирован тур по стране, начало которого якобы было запланировано на 1 июля 2024 года. При этом Шарлот всё ещё находился в СИЗО. В тот же день адвокат певца сообщил, что ему неизвестно об освобождении Шарлота. По словам адвоката, доступ к аккаунту певца появился у третьих лиц во время пребывания того в Армении, и следователь об этом уже информирован. По мнению адвоката, доступ к аккаунту у третьих лиц имелся и в тот день.
23 июля 2024 года Федеральной службой по финансовому мониторингу включён в перечень террористов и экстремистов.
18 октября 2024 года Самарский областной суд продлил арест певцу Эдуарду Шарлоту до 26 марта 2025 года.
В ноябре Московский патриархат обратился к судье по делу Шарлота с предложением освободить обвиняемого от уголовной ответственности.
27 декабря 2024 года Самарским областным судом приговорён к 5 годам и 6 месяцам заключения в колонии-поселении.
19 апреля 2025 года был исключён из перечня экстремистов и террористов.

## Дискография
| Год  | Название                 |
| ---- | ------------------------ |
| 2019 | «Навечно молодой»        |
| 2020 | «Рождённый в аду»        |
| 2020 | «Руммейт»                |
| 2022 | «Крестьянам дали камеры» |
| 2023 | «МифФантазия»            |

| Год  | Название                 |
| ---- | ------------------------ |
| 2017 | «Это наш мир»            |
| 2018 | «Ах, я счастлив»         |
| 2019 | «Буду спать или нет?»    |
| 2023 | «Поэтический экстремизм» |

| Год  | Название                                          | Альбом                            |
| ---- | ------------------------------------------------- | --------------------------------- |
| 2018 | «Мечта» (кавер на «Аффинаж»)                      | Внеальбомный сингл                |
| 2019 | «Буду спать или нет»                              | «Буду спать или нет?»             |
| 2019 | «Я не один»                                       | «Буду спать или нет?»             |
| 2019 | «Соло (Cover)» (совместно с Prise)                | Внеальбомный сингл                |
| 2019 | «Средний пальчик»                                 | «Навечно молодой»                 |
| 2019 | «В кровать тебя хочу»                             | Внеальбомные синглы               |
| 2019 | «Зимняя метель»                                   | Внеальбомные синглы               |
| 2020 | «Малышка» (совместно с Моргенштерном)             | Внеальбомные синглы               |
| 2020 | «Деревенька»                                      | Внеальбомные синглы               |
| 2020 | «Живём всего лишь раз»                            | Внеальбомные синглы               |
| 2020 | «Прощальный вальс» (совместно с «Пламли & Споти») | «Супер» (альбом «Пламли & Споти») |
| 2021 | «Мальчики любят друзей» (совместно с Therr Maitz) | Внеальбомный сингл                |

## Фильмография
| Год  |   | Название | Роль          |
| ---- | - | -------- | ------------- |
| 2022 | с | 1703     | Рома-музыкант |

## Награды и номинации
| Год  | Премия    | Номинация          | Результат | Ист.          |
| ---- | --------- | ------------------ | --------- | ------------- |
| 2020 | Премия OK | Новые лица. Музыка | Номинация | [ 47 ] [ 48 ] |